# Niccolò Giannotta
Niccolò Giannotta (Catania, 1º marzo 1846 – Catania, 5 febbraio 1914) è stato un editore italiano.

## Biografia

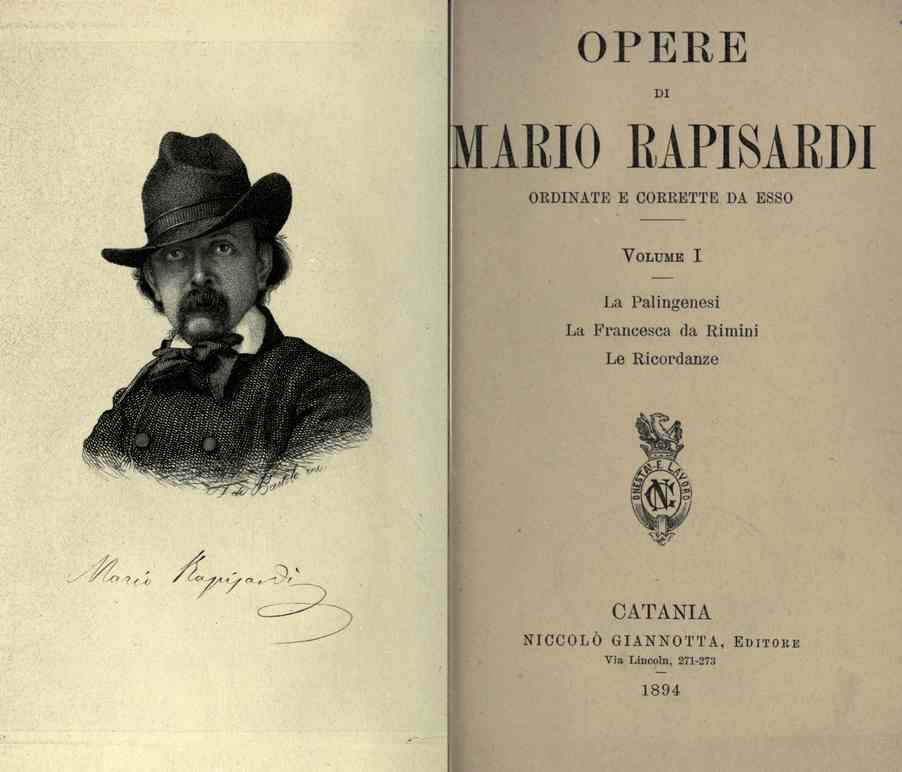
Edizioni Niccolò Giannotta 1894 - Opere di Mario Rapisardi

Niccolò Giannotta iniziata la sua attività come rilegatore di libri nella bottega paterna, affiancando in proprio alla rilegatoria una piccola biblioteca circolante, sostituita in seguito da una sua libreria. Così iniziò a pubblicare (1874) libri riguardanti sillabari e raccolte poetiche dialettali con Lorenzo Rizzo, un bravo tipografo. Inizialmente la sua ragione sociale era definita: « Catania, Niccolò Giannotta, Editore, Via Lincoln 271-273 » e l'anno di pubblicazione. Il suo scopo di editore, come ebbe a scrivere, era quello di « far conoscere nella penisola la produzione letteraria siciliana e far amare in Sicilia la letteratura del continente ». Venticinque anni dopo l'inizio della sua attività, nel 1899, inaugurò uno stabilimento tipografico con macchinari tra i più moderni del tempo (Stabilimento a vapore con macchine celeri tedesche), col motto « Onestà e lavoro », e valendosi della consulenza di Federico De Roberto, l'editore Giannotta eguagliò le più famose case editrici italiane e fu un punto d'incontro per la cultura del sud.
Con la collana I Semprevivi, furono stampate opere di Giovanni Verga, Luigi Capuana, Mario Rapisardi, Pirandello, De Amicis, la Serao, Martini, Mantegazza, Stecchetti, Brocchi, Cavallotti, la Vertua Gentile, Lioy, la Fojanesi, Fogazzaro, Pitré, Neera e tanti altri scrittori tra i più notevoli dell'epoca. I volumi, caratterizzati dalla copertina bicolore (in rosso editore e titolo, in nero il resto), erano esemplari per nitidezza, perfezione tecnica e buon gusto editoriale (250 pagine, una lira).
Al Giannotta si devono anche due collane di teatro, in lingua e dialetto, nelle quali si riscontra, fra gli altri, testi teatrali del Capuana, del Cesareo, di Nino Martoglio. Dopo la sua morte la casa conservò la stessa accuratezza per qualche decennio; gestita in seguito dai due nipoti, dichiarò fallimento nel 1957; ma sempre per opera degli stessi riapri pochi anni dopo, per poi tramontare definitivamente.